# 禮賓府燒烤事件
禮賓府燒烤事件是指2010年，香港互聯網上瘋傳一些年青人在香港行政長官官邸香港禮賓府內遊玩，甚至舉行燒烤會的相片，因而揭發事件。2010年2月19日，特首辦表示已完成調查，證實家務員違反香港禮賓府部門宿舍規條，決定與該家務員解除合約，於翌日起生效。

## 詳情
2010年1月23日，高登討論區有會員貼出一個在Facebook上的相簿，內有一些年青人在香港禮賓府內遊玩，甚至舉行燒烤會的相片，事件因此遭揭發。翌日（2010年1月24日），《蘋果日報》、《明報》、《新報》等報章及有線電視、無綫電視、亞洲電視等電視台，亦有報道此事。香港特別行政區行政長官辦公室在當天發表聲明，指相片中人士是香港禮賓府一名家務員的朋友。1月25日，商業電台節目《左右大局》披露，涉事的家務員暱稱肥仔，在照片中身穿着紅白橫間條T恤。他是接待賓客和斟茶遞水，在八名專責有關工作的家務員中位列第二，一直頗得行政長官曾蔭權歡心。肥仔趁曾蔭權2008年11月離港到秘魯出席亞太經濟合作組織會議，並與中共中央總書記、國家主席胡錦濤會面期間，私自安排朋友到香港禮賓府遊玩。事件揭發後，該名家務員「肥仔」於2010年1月26日開始休假。

## 外部連結及參考資料
- 率親友禮賓府開派對 特首家臣被炒 （页面存档备份，存于）
- 邀親友遊禮賓府[永久]